# Френ Волш
Френ Волш (англ. Fran Walsh; нар. 10 січня 1959) — новозеландська сценаристка, кінопродюсерка, авторка пісень та композиторка. Дружина Пітера Джексона. Володарка численних кінематографічних нагород, у тому числі тричі лауреат премії Оскар за фільм «Володар перснів: Повернення короля».

## Фільмографія
| Рік  | Українська назва                   | Оригінальна назва                                 | Роль                                           | Примітки |
| ---- | ---------------------------------- | ------------------------------------------------- | ---------------------------------------------- | -------- |
| 1989 | Варзел Гаммідж внизу               | Worzel Gummidge Down Under                        | сценарист                                      |          |
| 1989 | Познайомтесь з Фіблами             | Meet the Feebles                                  | сценарист                                      |          |
| 1990 | Акула у парку                      | Shark in the Park                                 | сценарист                                      |          |
| 1992 | Жива мертвечина                    | Shark in the Park                                 | сценарист, продюсер, кастинг-директор, акторка |          |
| 1994 | Небесні створіння                  | Heavenly Creatures                                | сценарист                                      |          |
| 1996 | Джек Браун — геній                 | Jack Brown Genius                                 | сценарист                                      |          |
| 1996 | Страшили                           | The Frighteners                                   | сценарист, продюсер                            |          |
| 2001 | Володар перснів: Хранителі Персня  | The Lord of the Rings: The Fellowship of the Ring | сценарист, продюсер                            |          |
| 2002 | Володар перснів: Дві вежі          | The Lord of the Rings: The Two Towers             | сценарист, продюсер                            |          |
| 2003 | Володар перснів: Повернення короля | The Lord of the Rings: The Return of the King     | сценарист, продюсер                            |          |
| 2005 | Кінг-Конг                          | King Kong                                         | сценарист, продюсер                            |          |
| 2007 | Німб                               | Halo                                              | продюсер                                       |          |
| 2008 | Перехрещені лінії                  | Crossing the Line                                 | продюсер                                       |          |
| 2009 | Милі кості                         | The Lovely Bones                                  | сценарист, продюсер                            |          |
| 2012 | Захід Мемфіса                      | West of Memphis                                   | продюсер                                       |          |
| 2012 | Хоббіт: Несподівана подорож        | The Hobbit: An Unexpected Journey                 | сценарист, продюсер                            |          |
| 2013 | Хоббіт: Пустка Смога               | The Hobbit: The Desolation of Smaug               | сценарист, продюсер                            |          |
| 2014 | Хоббіт: Битва п'яти воїнств        | The Hobbit: There And Back Again                  | сценарист, продюсер                            |          |
| 2018 | Смертні машини                     | Mortal Engines                                    | сценарист, продюсер                            |          |